# Armstrong Siddeley

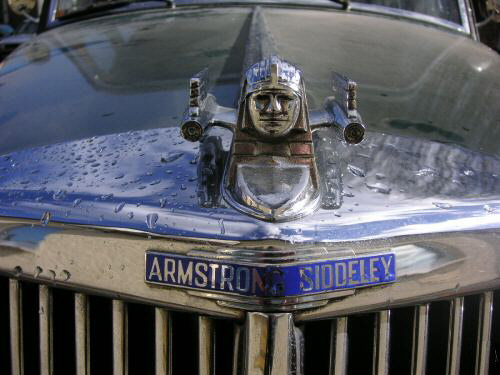
Sfinx-beeldmerk van een Armstrong Siddeley

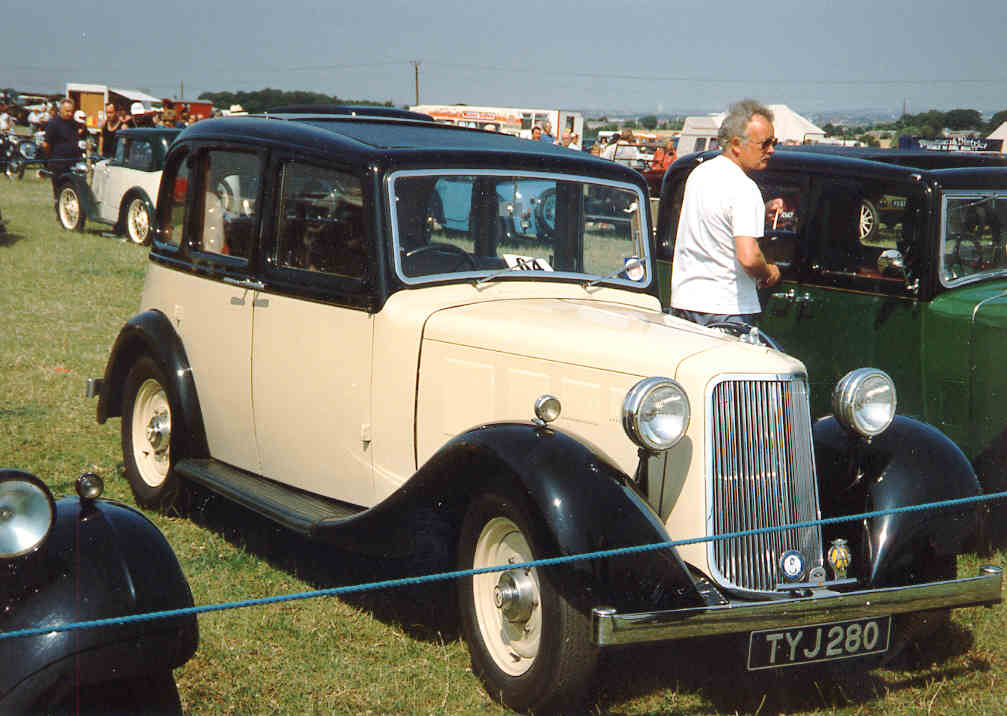
1936 Armstrong Siddeley Twelve

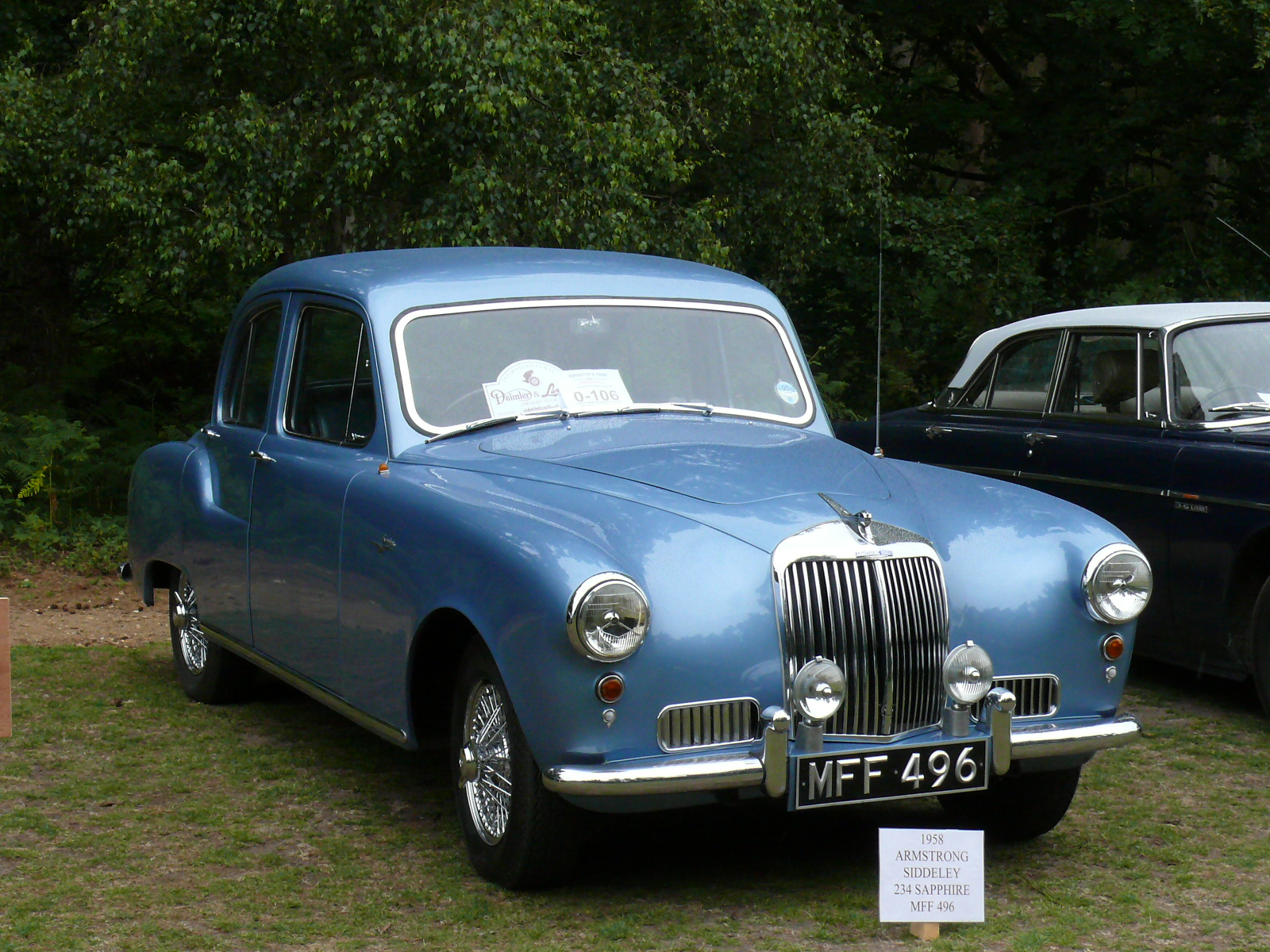
Armstrong Siddeley 234 Sapphire (1958)

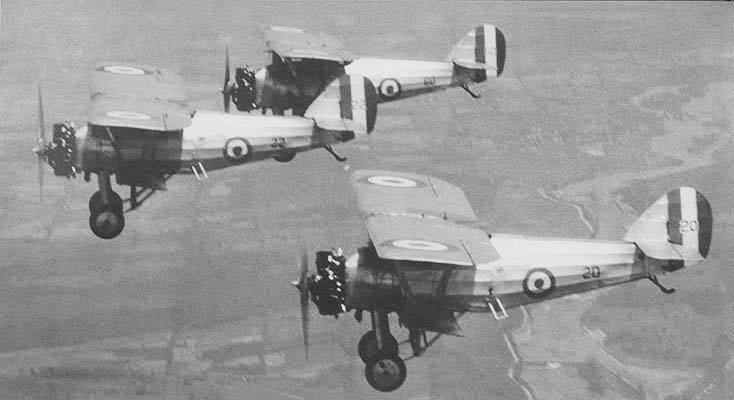
Armstrong Siddeley Siskin

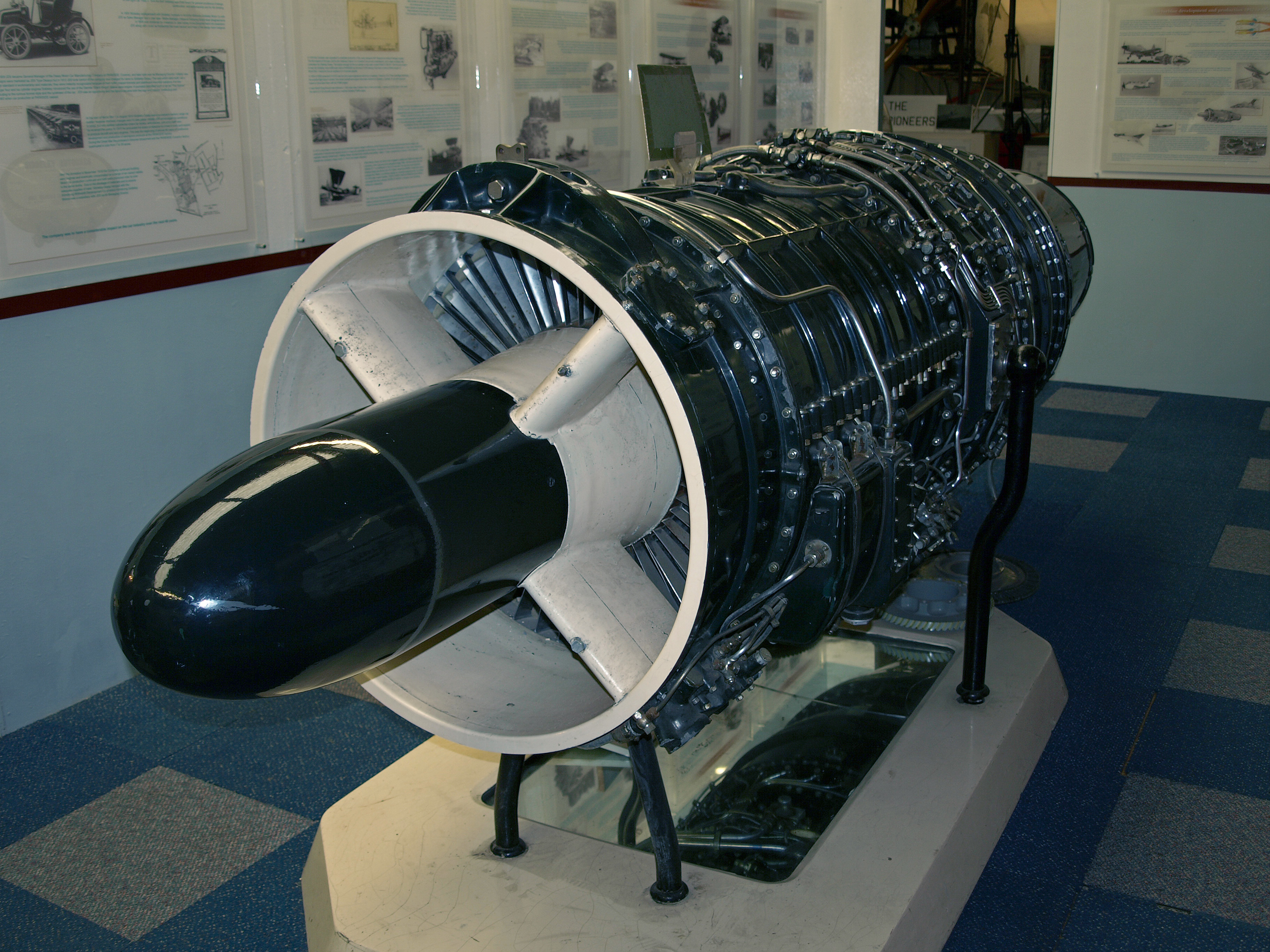
Armstrong Siddeley Sapphire (J65) turbojet

Armstrong Siddeley was een Brits automerk dat auto's produceerde van 1919 tot 1960 en vliegtuigonderdelen waaronder straalmotoren.

## Historie
In 1902 stichtte John Davenport Siddeley Siddeley Autocars of Coventry. De auto's waren voornamelijk gebaseerd op Peugeot, maar hadden een Engels koetswerk. In 1905 ging het bedrijf een fusie aan met Wolseley. Bij Wolseley was Herbert Austin de bedrijfsleider, maar hij vertrok kort na de overname om zijn eigen bedrijf op te richten, de Austin Motor Company. JD Siddeley nam zijn positie over en voegde, zonder toestemming van Vickers, de naam Siddeley toe aan het naambord van Wolseley.
In 1909 nam JD Siddeley ontslag, nam de Deasy Motor Co. over en veranderde de naam in Siddeley-Deasy. Vanaf dat moment kregen de auto's een letter S op de radiateur, en verscheen er een beeltenis van een sfinx op de motorkap. De slogan van het merk werd 'As silent as the Sphinx' (zo stil als de sfinx).
Tijdens de Eerste Wereldoorlog maakte het bedrijf legervoertuigen en vanaf 1915 ook vliegtuigonderdelen. In 1919 werd het bedrijf verkocht aan Sir W.G. Armstrong Whitworth & Company. Na de overname werden de activiteiten gesplitst, de naam van de autofabriek werd gewijzigd in Armstrong Siddeley Motors Ltd. en de luchtvaartactiviteiten werden ondergebracht in Armstrong Whitworth Aircraft Company. In beide dochterondernemingen was JD Siddeley algemeen directeur. In 1927 fuseerde Armstrong Whitworth met Vickers om verder door te gaan als Vickers-Armstrongs. JD Siddeley nam Armstrong Whitworth Aircraft en Armstrong Siddeley Motors over en deze gingen dus niet op in Vickers-Armstrong. Op dat moment waren er vliegtuigfabrikanten met Armstrong in de naam, Vickers Armstrongs (meestal gewoon Vickers) en Armstrong-Whitworth.
Het meest succesvolle vliegtuig van Armstrong Whitworth in het interbellum was de Siskin. Deze vloog in 1919 voor het eerst en bleef tot 1932 in dienst bij de Royal Air Force (RAF). Hiervan zijn er 485 exemplaren gemaakt. In 1936 ging JD Siddeley met pensioen en werd Armstrong Whitworth Aircraft overgenomen door Hawker Aircraft en de naam werd gewijzigd in Hawker Siddeley Aircraft. 
Tijdens de Tweede Wereldoorlog maakte de firma de beroemde Avro Lancaster bommenwerpers. Dit bedrijf fuseerde in 1959 op zijn beurt met Bristol Aeroplane Company (Bristol Aero Engines) en vormde zo Bristol Siddeley. Dit laatste bedrijf ging in 1966 uiteindelijk op in de vliegtuigmotor-tak van Rolls-Royce.
Het autobedrijf sloot in 1960 de deuren. Het laatste model van Armstrong Siddeley Motors was de Star Sapphire uit 1958. In juni 1972 verkocht Rolls-Royce de naam Armstrong Siddeley Motors en alle nog beschikbare onderdelen, tekeningen en patenten aan de Armstrong Siddeley Owners Club Ltd.

## Automodellen
| Model               | Motor                      | Van  | Tot  | Aantal                                             |
| ------------------- | -------------------------- | ---- | ---- | -------------------------------------------------- |
| Thirty              | 4960 cc                    | 1919 | 1931 | 2770                                               |
| Eighteen            | 2400 cc                    | 1921 | 1925 | 2500 inc. 18/50                                    |
| 18/50 or 18 Mk.II   | 2872 cc                    | 1925 | 1926 | 2500 inc Eighteen                                  |
| Four-Fourteen       | 1852 cc                    | 1923 | 1929 | 13,365                                             |
| Twenty              | 2872 cc                    | 1926 | 1936 | 8847                                               |
| Fifteen             | 1900 cc                    | 1921 | 1925 | 7203 inc 15/6                                      |
| Twelve              | 1236 cc (na 1931: 1434 cc) | 1929 | 1937 | 12500                                              |
| 15/6                | 1900 cc (na 1933: 2169 cc) | 1928 | 1934 | 7206 inc Fifteen                                   |
| Siddeley Special    | 4960 cc                    | 1933 | 1937 | 253                                                |
| Short 17            | 2394 cc                    | 1935 | 1938 | 4260 inc Long 17                                   |
| Long 17             | 2394 cc                    | 1935 | 1939 | 4260 inc Short 17                                  |
| 12 Plus & 14        | 1666 cc                    | 1936 | 1939 | 3750                                               |
| 20/25               | 3670 cc                    | 1936 | 1939 | 884                                                |
| 16                  | 1991 cc                    | 1938 | 1939 | 950                                                |
| Lancaster 16        | 1991 cc                    | 1945 | 1952 | 12470 inc Hurricane, Whitley, Typhoon en Tempest.  |
| Lancaster 18        | 2309 cc                    | 1945 | 1952 | 12470 inc Hurricane, Whitley, Typhoon en Tempest.  |
| Hurricane 16        | 1991 cc                    | 1945 | 1953 | 12470 inc Lancaster Whitley, Typhoon en Tempest.   |
| Hurricane 18        | 2309 cc                    | 1945 | 1953 | 12470 inc Lancaster Whitley, Typhoon enTempest.    |
| Typhoon             | 1991 cc                    | 1946 | 1949 | 12470 inc Lancaster Whitley en Tempest.            |
| Tempest             | 1991 cc                    | 1946 | 1949 | 12470 inc Lancaster Whitley en Typhoon.            |
| Whitley 18          | 2309 cc                    | 1946 | 1949 | 12470 inc Lancaster Hurricane, Typhoon en Tempest. |
| Sapphire 346        | 3435 cc                    | 1952 | 1958 | 7697                                               |
| Sapphire 234        | 2290 cc                    | 1955 | 1958 | 803                                                |
| Sapphire 236        | 2309 cc                    | 1955 | 1957 | 603                                                |
| Star Sapphire       | 3990 cc                    | 1958 | 1960 | 980                                                |
| Star Sapphire Mk II | 3990 cc                    | 1960 | 1960 | 1                                                  |

## Naslagwerk
- Smith, Bill Armstrong Siddeley Motors: The cars, the company and the people in definitive detail, Veloce Publishing, Dorchester,  2006 ISBN 978-1-904788-36-2